# Унгнадия
Унгнадия прекрасная (лат. Ungnadia speciosa) — листопадные деревья, вид монотипного рода Унгнадия (Ungnadia) семейства Сапиндовые (Sapindaceae).

## Распространение и экология
В диком виде произрастает в США (штаты Техас и Нью-Мексико) и на севере Мексики. Натурализировано повсеместно.
Растёт по долинам рек и известковым склонам.

## Ботаническое описание
Кустарники или деревья высотой до 10 м. Побеги с серым или желтоватым опушением, позже оголяющиеся, тёмно-коричневые, почти чёрные.
Листья очерёдные, напарноперистые, длиной 11—30 см, шириной 12—20 см; листочки в числе 5—7 (до 9) пар, от продолговато-яйцевидных до яйцевидно-ланцетных, длиной 6—10 см, на верхушке оттянутые, с округлым основанием, неправильно-пильчатые, сверху блестящие, тёмно-зелёные, снизу светло-зелёные, боковые почти сидячие, конечные на черешке.
Цветки обоеполые или тычиночные, зигоморфные, диаметром около 2,5 см, розовые, в ложных, боковых зонтиках; цветоножки длиной 3—5 см. Чашечка спайнолистная, из 4—5 чашелистиков; лепестков 4—5; тычинок 7—10, обычно 8; завязь на ножке, 3-гнездная, с двумя семяпочками в каждом гнезде, в тычиночных цветках рудиментная; столбик нитевидный.
Плод — коробочка, широко грушевидная, диаметром около 5 см, обычно с одним семенем в гнезде. Семена обратнояйцевидные или почти шаровидные, диаметром около 1,5 см, блестящие.
Цветёт апреле — мае. Плодоносит в октябре.